# 宮城體育場

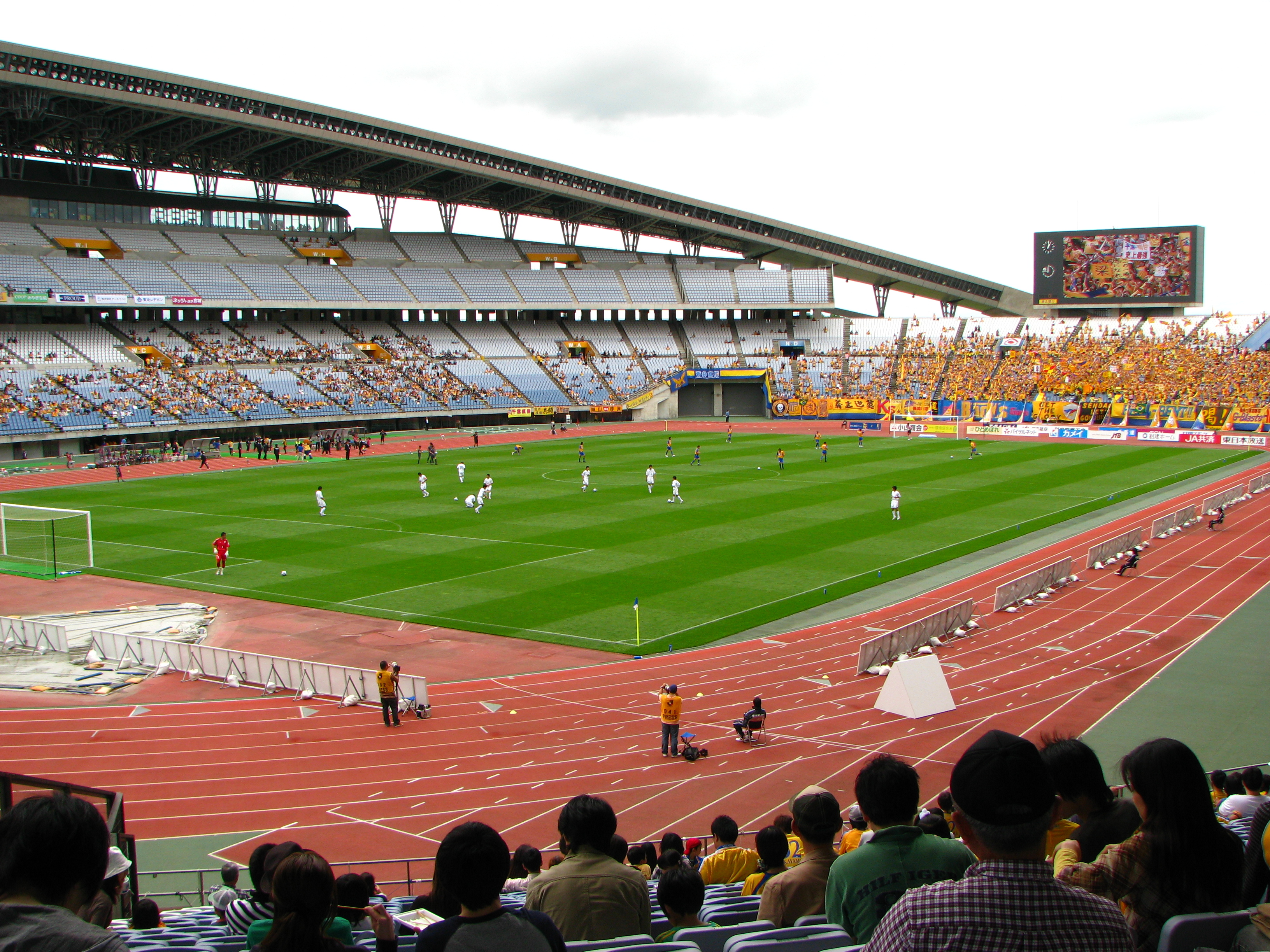

宮城體育場（Miyagi Stadium）是位於日本宮城縣利府町的體育場，為宮城縣綜合運動公園的設施之一。球場可以容納49,133位觀眾，3分之2的座席有屋頂，還設有身障和聽障者專用席。球場曾舉辦2002年世界盃、2020年東京奧運足球項目等大賽。球場是足球與田徑共用場館，球場外圍有9條田徑跑道圍繞著。

## 2002年世界盃
小組賽
- 6月9日  墨西哥  2–1
- 6月12日  瑞典 1–1  阿根廷

十六強
- 6月18日  日本 0–1  土耳其